# Vjekoslav Pasković
Vjekoslav Pasković (em montenegrino:  Вјекослав Пасковић; Tivat, 23 de março de 1985) é um jogador de polo aquático montenegrino.

## Carreira
Pasković integrou o elenco da Seleção Montenegrina de Polo Aquático em três edições de Jogos Olímpicos, ficando em quarto lugar tanto em Pequim 2008 quanto em Londres 2012 e no Rio 2016.